# Otto Andres
Otto Andres (* 28. Dezember 1902 in Tiegenhagen, Kreis Marienburg; † 31. Januar 1975 in Bad Dürkheim) war ein deutscher Politiker (NSDAP).

## Leben
Der Ingenieur trat zum 1. September 1930 in die NSDAP ein (Mitgliedsnummer 300.244). Als Kreisleiter im Landkreis Großes Werder war er für die Partei tätig. Bei der Volkstagswahl in Danzig 1930 wurde er in den Volkstag gewählt. Nach der Machtergreifung wurde er 1933 (zunächst kommissarisch) zum Landrat des Kreises Großes Werder ernannt. 1939 übernahm er als Kreisleiter den Kreis Dirschau der NSDAP. Von Januar 1940 bis März 1941 amtierte er als stellvertretender Gauleiter von Danzig-Westpreußen. Vom ehemaligen Regierungspräsidenten Fritz Hermann als „übler Bursche“ charakterisiert, überwarf sich Andres mit dem Gauleiter Albert Forster. Er meldete sich zur Wehrmacht und nahm am Zweiten Weltkrieg teil.
Am 7. Juli 1940 trat er als Abgeordneter in den Reichstag (Zeit des Nationalsozialismus) ein, dem er bis zum Erlöschen seines Mandates am 26. Juli 1943 als Vertreter von Danzig-Westpreußen angehörte.
Nach dem Zweiten Weltkrieg wurde Andres von den Briten an Polen ausgeliefert. In Polen wurde er wegen seiner Beteiligung an Geiselerschießungen und an der Ermordung von 16 Priestern zu 15 Jahren Haft verurteilt. Er wurde 1956 aufgrund einer Amnestie vorzeitig entlassen und konnte in die Bundesrepublik ausreisen. Mehrere in der Bundesrepublik gegen ihn eingeleitete Ermittlungsverfahren wurden eingestellt.